# تیم ملی فوتبال زنان هنگ کنگ
تیم ملی فوتبال زنان هنگ کنگ (به انگلیسی: Hong Kong women's national football team) نماینده فوتبال زنان این کشور در رده ملی است و تحت نظارت فدراسیون فوتبال هنگ کنگ قرار دارد.